# Fabasoft eGov-Suite
 (octobre 2012).
Fabasoft eGov-Suite est un logiciel standardisé pour le traitement des documents et des procédures électroniques dans l'administration publique. Il est utilisé pour le gouvernement en ligne de la République autrichienne.

## Développement et signification
Fabasoft eGov Suite est développé par la société Fabasoft à Linz. Les dossiers, les sous-dossiers et les documents sont répertoriés pendant toute leur durée de vie (Document Lifecycle Management). Ceci permet une collaboration globale de l'administration. Plusieurs organismes de l'administration publique utilisent cette solution gouvernementale, en ligne, maintes fois certifiée. Fabasoft eGov Suite satisfait aux exigences et standards d'un gouvernement en ligne dans les différents pays. Les standards sont ELAK en Autriche, DOMEA en Allemagne et GEVER en Suisse. Indépendamment de la plateforme, eGov-Suite s'utilise aussi bien dans un environnement Windows que open source. Sur la base d'une architecture orientée services eGov-Suite met des services web à disposition.

## Solutions
- Administration électronique
- Gestion de contenu
- Gestion électronique des documents
- Workflow
- collaboration informelle
- Services en ligne
- Archivage électronique

## Administration publique
Fabasoft eGov-Suite est un produit mature pour le traitement des documents et des procédures électroniques dans le monde germanophone.
De nouvelles conditions majeures ont dû être créées pour satisfaire aux exigences juridiques récentes, définies dans la stratégie du gouvernement autrichien et pour la mise en pratique de la directive UE sur les prestations de services. Parmi ces objectifs on compte la notification officielle duale ou la signature électronique de l'administration qui est obligatoire depuis le 1er janvier 2010 en Autriche. Cette exigence a été entièrement satisfait avec le progiciel Fabasoft eGov-Suite version 7.0.
En Autriche, le progiciel Fabasoft eGov-Suite est utilisé par la Chancellerie fédérale (ELAK dans la fédération), par tous les ministères fédéraux à l'exception de celui du Ministère fédéral de la défense et du sport ainsi que par les villes de Vienne, Linz et Salzbourg. D'autres utilisateurs autrichiens sont les états fédéraux Basse-Autriche, Haute-Autriche, Salzbourg, Styrie et Vorarlberg.
Fabasoft eGov-Suite est utilisé en Allemagne par le ministère fédéral de l'Économie et de la Technologie, l'Office fédéral des Chemins de fer, l'Office fédéral de l'Aviation, l'Office fédéral des Assurances, l'Office fédéral du Transport des marchandises, l'Office fédéral de Géo-sciences et Matières brutes et l'Office fédéral pour la Protection contre la radioactivité. Fabasoft eGov-Suite est utilisé par l'administration des Länder : État libre de Bavière, le Land Basse-Saxe, le Parlement de Bade-Wurtemberg, le ministère pour l'Environnement, les Forêts et la Protection du consommateur, Rhénanie-Palatinat. Dans le domaine communal ce sont les villes de Munich, Nuremberg, Hambourg (Hamburg Port Authority), Bad Homburg, Plauen et le district de Haute-Bavière. 
En Suisse outre la Chancellerie, le département de l'Économie nationale, le département de justice et police, le département des Affaires étrangères ainsi que l'Office fédéral de la Migration, l'Office fédéral de l'Environnement et le canton de Thurgovie ont été dotés de Fabasoft eGov-Suite.